# 帕塞伊克
帕塞伊克（英語：Passaic，/pəˈseɪ.ɪk/ pə-SAY-ikor 當地 /pəˈseɪk/ pə-SAYK）位於美國東岸新澤西州帕塞伊克縣，由荷蘭人於1679年建立，根據美國2010年人口普查統計，人口69,781，是該州份以人口計第15大的市鎮。